# Postumius Aebutius Helva Cornicen
Pour les articles homonymes, voir Aebutius Helva.
Postumius Aebutius Helva Cornicen est un homme politique romain du Ve siècle av. J.-C., consul en 442 av. J.-C.

## Famille
Il est membre des Aebutii Helvae, branche patricienne de la gens Aebutia.

## Biographie

### Consulat (442)
En 442 av. J.-C., il est consul avec Marcus Fabius Vibulanus. Par un senatus consulte, les deux consuls créent la colonie latine d'Ardée pour renforcer la défense de cette ville alliée de Rome contre les Volsques. La colonie est organisée par les triumviri coloniae deducendae Marcus Aebutius Helva, Titus Cloelius Siculus et Agrippa Menenius Lanatus qui partagent les terres entre colons d'origine rutule, autres alliés de Rome.

### Maître de cavalerie (435)
En 435 av. J.-C., lors du siège de Fidènes, il est désigné comme maître de cavalerie par le dictateur Quintus Servilius Structus Priscus qui s'empare de la citadelle jugée imprenable. Pour cette victoire, ce dernier reçoit le cognomen de Fidenas.

### Auteurs antiques
- Tite-Live, Histoire romaine, Livre IV, 11/21 sur le site de l'Université de Louvain

### Auteurs modernes
- (en) T. Robert S. Broughton, The Magistrates of the Roman Republic : Volume I, 509 B.C. - 100 B.C., New York, The American Philological Association, coll. « Philological Monographs, number XV, volume I », 1951, 578 p.